# Agusta A119
Die AgustaWestland A119 und AW119 „Koala“ des italienischen Rüstungskonzerns Leonardo ist ein achtsitziger leichter Mehrzweckhubschrauber mit einer Gasturbine für den zivilen Markt. Er ist der schwerste einmotorige Hubschrauber seiner Klasse und stellt eine Einstiegsvariante der Agusta A.109 dar.

## Entwicklung
Als günstigen Einturbinen-Hubschrauber entwickelte AgustaWestland eine abgespeckte Variante der A.109. So wurde das Layout übernommen, jedoch eine Turbine weggelassen. Weiter wurde auf das Einziehfahrwerk verzichtet und stattdessen Kufen verwendet. Die Kabine ist 30 % größer als die anderer Hubschrauber dieser Klasse. Die Passagierkabine fasst zwei liegende Krankentragen oder sechs Passagiere. So konnte 1994 der erste Prototyp fertiggestellt werden. Dieser wurde jedoch für Statiktests verwendet. Im Februar 1995 konnte der zweite Prototyp den Erstflug erfolgreich absolvieren. Nach Schwierigkeiten mit der Turboméca-Arriel-2K1-Turbine wechselte Agusta zur bewährten Pratt&Whitney-Canada-PT6B-Turbine. Nach dem Umbau konnte der Prototyp im Juli 1999 für die italienische Luftfahrtbehörde RAI und im Februar 2000 von der amerikanischen FAA zertifiziert werden. So begann die Serienfertigung im Werk Verigate in Italien. Für den afrikanischen Markt hat Denel Saab Aerostructures in Kempton, Südafrika eine zweite Fertigungslinie zur Endmontage aufgebaut. Die verbesserte AW119Ke ist gewichtsoptimiert worden und erhielt eine überarbeitete Aerodynamik sowie Composite-Rotorblätter.

## Varianten

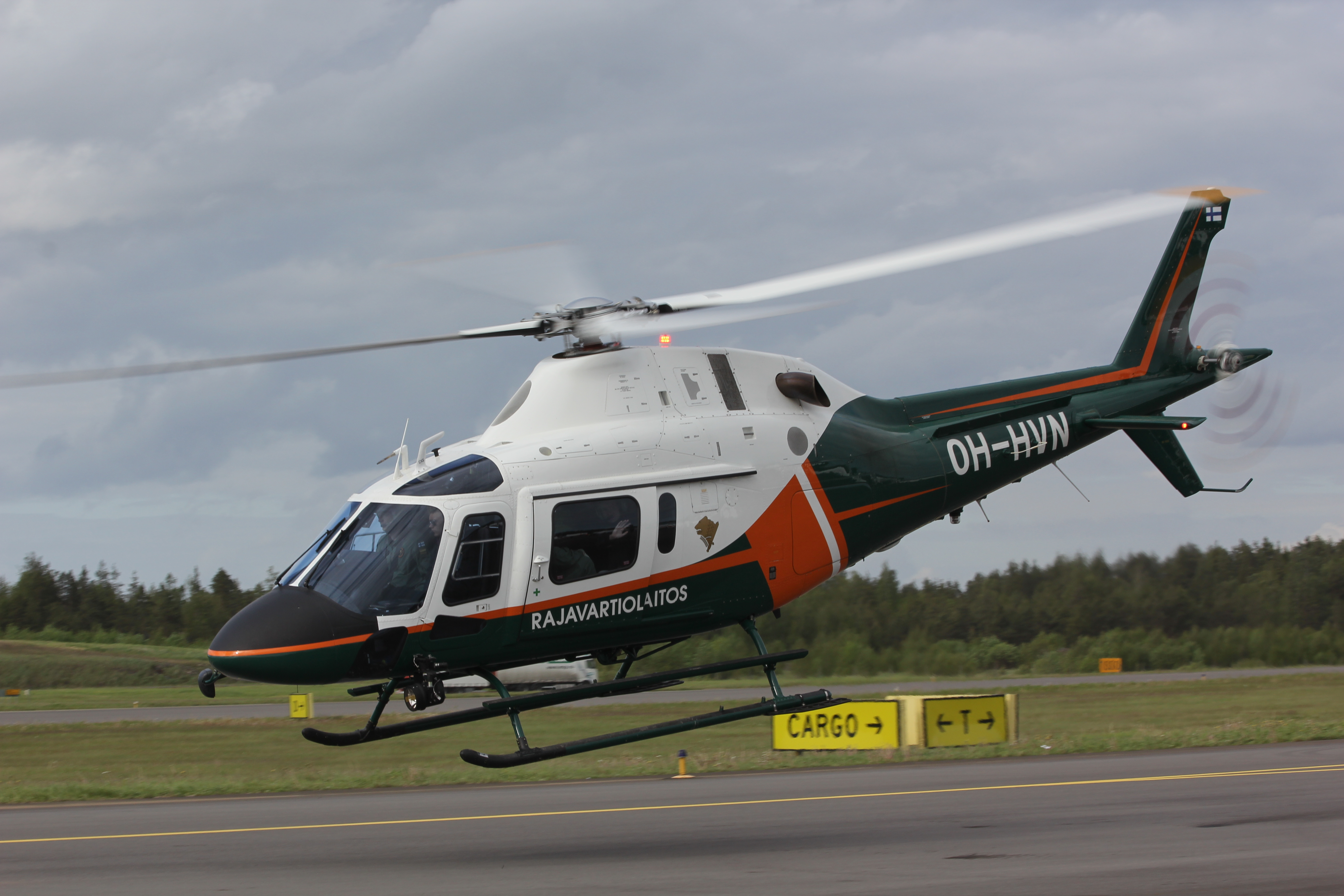
AW119Ke des finnischen Grenzschutzes

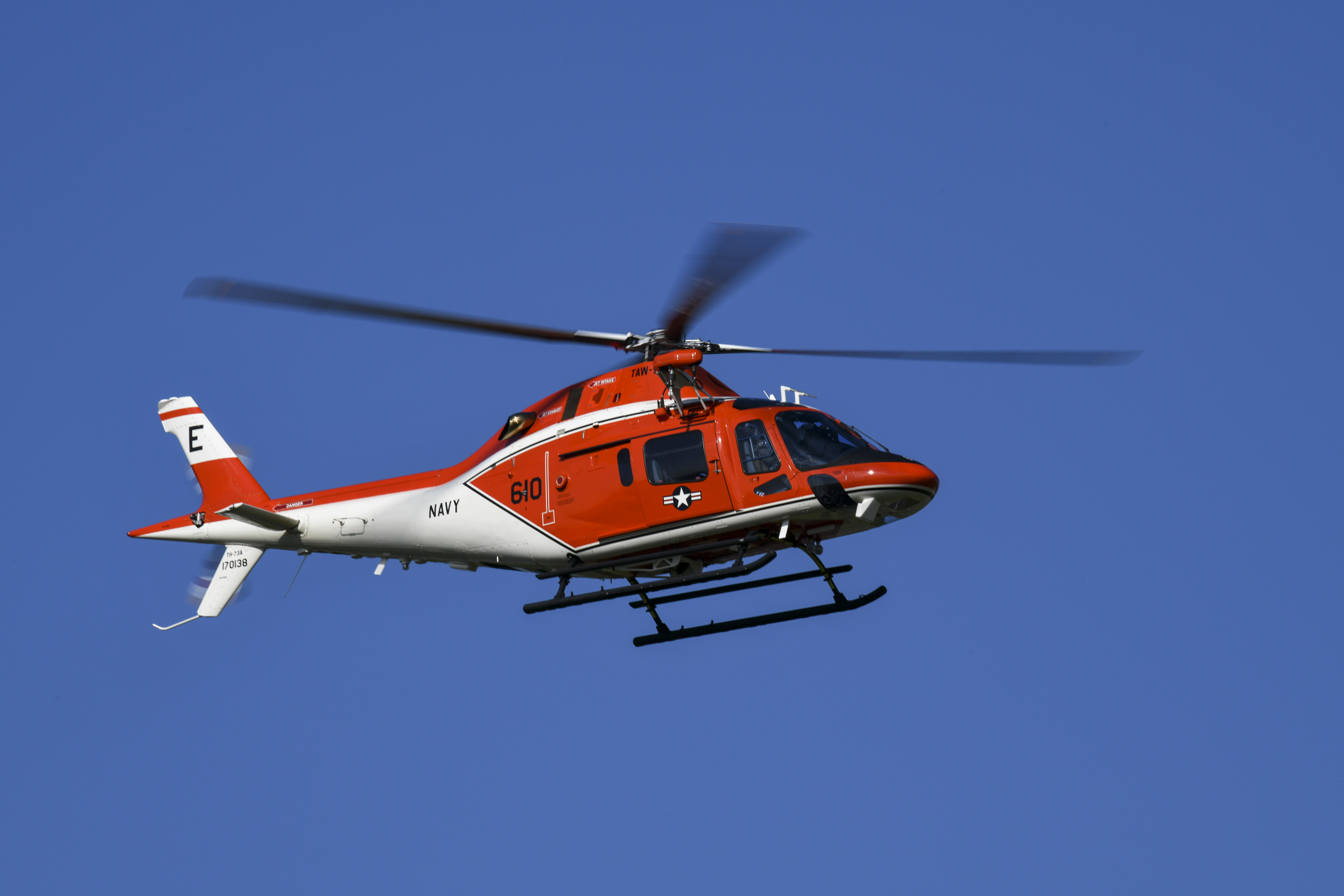
TH-73A Thrasher der United States Navy

- A119 „Koala“, heutige Bezeichnung AW119
- AW119 Mk.II bzw. AW119Ke „Koala“
- AW119Kx „Koala“, Nachfolger der Ke-Variante[2], mit Garmin-G1000-Avionik
- TH-73A „Thrasher“, Schulungshubschrauber der United States Navy auf Basis der AW119Kx. Die erste Maschine wurde im August an die NAS Whiting Field geliefert. Der Gesamtauftrag umfasst 130 Exemplare.[3]

## Technische Daten
| Kenngröße             | A.119                           | AW119Ke                             | AW119Kx                             |
| --------------------- | ------------------------------- | ----------------------------------- | ----------------------------------- |
| Besatzung             | 1                               | 1                                   | 1                                   |
| Passagiere            | 7                               | 7                                   | 7                                   |
| Gesamtlänge           | 13,10 m                         | 12,92 m                             | 12,92 m                             |
| Rumpflänge            | 11,07 m                         | 11,17 m                             | 11,17 m                             |
| Rotordurchmesser      | 11,00 m                         | 10,83 m                             | 10,83 m                             |
| Höhe                  | 3,77 m                          | 3,77 m                              | 3,77 m                              |
| Leermasse             | 1.576 kg                        | 1.455 kg                            | 1.455 kg                            |
| max. Startmasse       | 2.850 kg                        | 2.850 kg                            | 2.850 kg                            |
| Höchstgeschwindigkeit | 278 km/h                        | 282 km/h                            | 282 km/h                            |
| Dienstgipfelhöhe      | 4.572 m                         | 4.572 m                             | 4.572 m                             |
| Steigrate             | 9,40 m/s                        | 9,40 m/s                            | 9,40 m/s                            |
| Einsatzreichweite     | 1.013 km                        | 954 km                              | 954 km                              |
| Triebwerk             | ein Pratt & Whitney Canada PT6B | ein Pratt & Whitney Canada PT6B-37A | ein Pratt & Whitney Canada PT6B-37A |

## Zwischenfälle
Am 9. Juni 2022 verschwand in Italien eine Maschine dieses Typs auf ihrem Flug von Lucca nach Treviso bei schlechtem Wetter vom Radar. Zwei Tage später wurde das Wrack im bergigen Grenzgebiet zwischen der Toskana und der Emilia-Romagna gefunden, die sechs Passagiere und der Pilot starben beim Absturz. Ein Passagier hatte kurz vor dem Absturz ein kurzes Video vom Heli im Gewitter versendet.